# Homem de Boskop
O Homem Boskop é um fóssil humano anatomicamente moderno da Idade da Pedra Média (Pleistoceno Superior) descoberto em 1913 na África do Sul. O fóssil foi inicialmente descrito como Homo capensis e considerado uma espécie humana separada por Broom (1918), mas na década de 1970 este tipo "Boskopoid" foi amplamente reconhecido como representante das populações Coissãs modernas.

## Descoberta
A maioria das teorias sobre um tipo "Boskopoid" foi baseada no crânio de Boskop homônimo, que foi encontrado em 1913 por dois agricultores africânderes. Eles o ofereceram a Frederick William FitzSimons para exame e pesquisa adicional. Muitos crânios semelhantes foram posteriormente descobertos por vários paleontólogos.

## Capacidade craniana
Os fósseis de Boskop Man são notáveis por suas capacidades cranianas extraordinariamente grandes, com variações de capacidade craniana relatadas entre 1.700 e 2.000 cm3.

## Cultura
Uma imagem circulou pela Internet que supostamente é de um crânio de Boskopoid. No entanto, esta imagem na realidade retrata o crânio de um paciente com hidrocefalia.